# Fandango (film)
Fandango – amerykański komediodramat z 1985 roku.

## Fabuła
15 maja 1971 roku, Austin w stanie Teksas. The Groovers to grupa pięciu przyjaciół: Gardner, Phil, Kenneth, Dorman i Lester. Podczas imprezy zorganizowanej z okazji zakończenia college’u wychodzi na jaw, że z powodu słabych wyników w nauce, Gardner i Kenneth zostają powołani do wojska. Kenneth jest tak załamany, że „odwołuje” swój ślub, Gardner z kolei uważa, że czas wykorzystać ostatnie przywileje młodości. Ku niechęci Phila, chłopaki organizują pożegnalną podróż jego autem, by odkopać św. Groovera, który jest na granicy z Meksykiem.

## Obsada
- Kevin Costner – Gardner Barnes
- Judd Nelson – Phil Hicks
- Sam Robards – Kenneth Waggener
- Chuck Bush – Dorman
- Brian Cesak – Lester Griffin
- Marvin J. McIntyre – Truman Sparks
- Suzy Amis – dziewczyna
- Glenne Headly – Trelis
- Elizabeth Daily – Judy
- Robyn Rose – Lorna